# Флавій Феодосій
Флавій Феодосій (лат. Flavius Theodosius, бл. 310[джерело?]  — 376) — полководець (коміт) часів пізньої Римської імперії. Відомий як Феодосій Старший, оскільки був батьком римського імператора Феодосія Великого.

## Життєпис
Походив з багатої та знатної римо-іберійської родини. Рід мав зв'язок з імператором Траяном.[джерело?] Син Флавія Юлія Гонорія. Народився між 310 та 315 роками. місце народження точно не встановлено. Тривалий час ним вважалася Каука (сучасне м. Кока) в Галеції (Галісії). Втім дослідження 2004—2005 років змусили частково переглянути цю версію. Натепер більш правдоподібною є думка, що Феодосій Старший походив з провінції Бетика (сучасно південно-східна Іспанія) з колонії Італіка.
Приблизно наприкінці 330-х або на початку 340-х років оженився на представниці місцевої аристократії, від якої мав 2 синів. Про початок кар'єри нічого невідомо. Втім, належність до римо-іспанської аристократії сприяло їй. 368 році призначається імператором Валентиніаном I на посаду коміта.
Незабаром був відправлений до Британії, яку турбували племена піктів та скотів, що прорвали Адріанів вал. В результаті кампанії 368—369 року було завдано поразки піктам та їх союзникам, принагідно Феодосій повернув награбовану у римлян майно та кошти. За цей успіх імператор 369 року призначив його magister equitum praesentalis, а також проконсулом Британії.
В кампаніях 370 року завдав поразки південним піктам, зумівши знову підкорити Каледонію, де створив нову провінцію Валентію (від вала Антоніна до вала Адріана). Після цього відновив Антонінів та Адріанів вали. 371 року здійснив успішний морський похід до північної частини Альбіону, завдавши поразки північним піктам біля Оркнейських островів. Також відомі успішні дії Феодосія про саксів-піратів, яким завдано відчутної поразки. За ці успіхи Амміан Марцеллін посвятив йому панегірик.
У 372 році очолював військову кампанію проти алеманів в Нижній Германії, тут відомий успіхами проти бургундів та сарматів. У 373 році рушив з військом проти повсталого Фірма, що оголосив себе імператором в Африці. Шляхом дипломатичних маневрів та військових дій Феодосію вдалось придушити заколот у 375 році. Того ж року прийняв хрещення.
У 376 році за нового імператора Граціана внаслідок інтриг матері Юстини і префекта Проба, Флавія Феодосія був викликаний до Карфагену, де незабаром його був страчений.

## Родина
Дружина — Ферманція
Діти:
- Феодосій Молодший, імператор у 379—395 роках
- Флавій Гонорій